# Anna Ternheim
Anna Alexandra Ternheim (* 31. května 1978 Sollentuna) je švédská zpěvačka, kytaristka, klavíristka a hudební skladatelka. Věnuje se žánrům folk, blues a jazz.
V devadesátých letech žila v USA, kde působila ve skupině Sova. Studovala architekturu na Kungliga Tekniska högskolan ve Stockholmu, ale po vydání prvního alba v roce 2004 se začala profesionálně věnovat hudbě. V roce 2005 získala cenu Grammis pro nejlepšího nováčka, v roce 2007 pro nejlepší zpěvačku a nejlepší text a v roce 2009 za album roku Leaving on a Mayday.
Vystupovala ve Stockholmské radnici při udělování Nobelových cen v roce 2015.
Je spoluautorkou hudby k filmu Agnes, který natočil Johannes Schmid podle románu Petera Stamma. V roce 2012 byl o ní natočen dokumentární film Anna Ternheim – Syrsor & cigaretter.

## Diskografie
- 2004 Somebody Outside
- 2006 Separation Road
- 2008 Halfway to Fivepoints
- 2008 Leaving on a Mayday
- 2011 The Night Visitor
- 2015 For the Young
- 2016 Live in Stockholm
- 2017 All the Way to Rio
- 2018 The Winter Tapes
- 2019 A Space for Lost Time